# Moonlight Serenade
Moonlight Serenade – popularny amerykański utwór muzyczny z 1939 roku, który został skomponowany przez Glenna Millera, a tekst napisał Mitchell Parish. Pierwotnie piosenka miała się nazywać „Now I Lay Me Down to Weep”, jednak gdy Miller nagrał „Sunrise Serenade” w 1939 roku, utwór otrzymał obecnie znany tytuł.

## Utwór w popkulturze
Film
- 1988: Duży
- 1993: Jack Niedźwiadek
- 1941: Serenada w Dolinie Słońca (Sun Valley Serenade)
- 2004: Aviator

Serial telewizyjny
- Simpsonowie (odc. „Lady Bouvier's Lover”)
- Cudowne lata (odc. „Little Debbie”)
- King of the Hill (odc. „Luanne Virgin 2.0”)
- utwór pojawił się dwa razy w serialu telewizji ABC, Zagubieni – po raz pierwszy w 2. sezonie (odc. „The Long Con” – Sayid i Hurley słyszeli utwór grany w stacji muzycznej), po raz drugi utworu użyto jako muzycznego tła w serii 3. (odc. „A Tale of Two Cities” – gdy Jack siedział w swoim samochodzie)
- Doktor Who (odc. „The Empty Child”, „The Doctor Dances”)
- 2002: Stephen King’s Rose Red